# Nechvalín
Nechvalín (in tedesco Nechwalin) è un comune della Repubblica Ceca facente parte del distretto di Hodonín, in Moravia Meridionale.